# Фоминки
Фоми́нки — село в Гороховецком районе Владимирской области России. Административный центр Фоминского сельского поселения.

## География

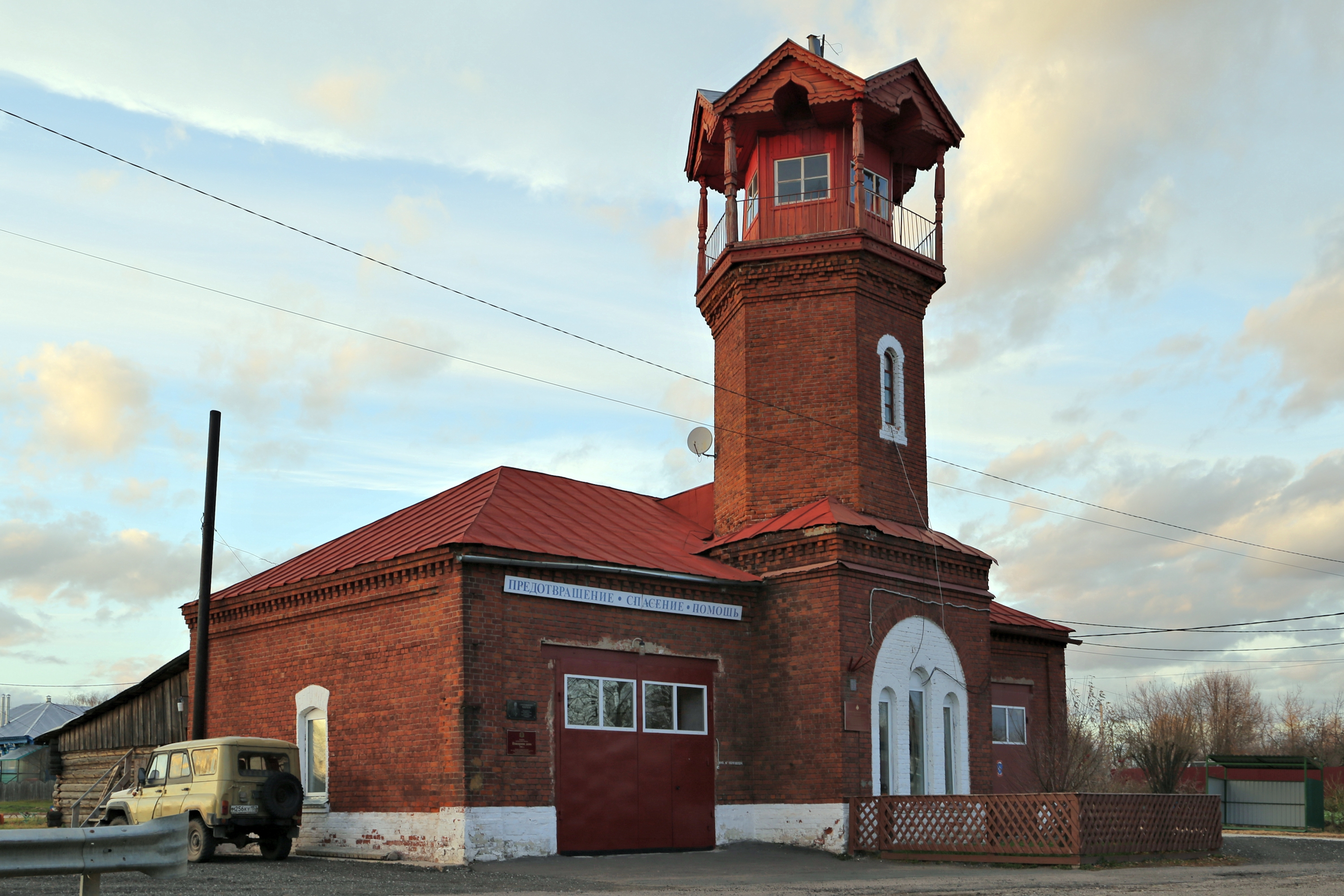
Пожарное депо

Село расположено в 35 км на юго-запад от Гороховца на автодороге Гороховец — Муром, в шести километрах на северо-запад от реки Ока.

## История
Первое упоминание о деревне Фоминки в составе Ростригинского прихода имеется в окладных книгах Рязанской епархии за 1678 год. В ней тогда имелся двор боярский, где жил приказчик и 9 дворов крестьянских. В 1750-53 годах вдовая княгиня Марфа Петровна Долгорукова построила в Фоминках деревянную церковь в честь Казанской иконы Пресвятой Богородицы. В 1774 году эта церковь сгорела и в 1775 году старанием помещика Демидова построена была новая деревянная церковь. в 1779 году по желанию помещика Жеребцова эта церковь была перенесена на приходское кладбище. Но освящена она была во имя святых Прокопия и Иоанна, Устюжских чудотворцев. В 1801 году вместо перенесенной деревянной церкви началось строительство каменного храма, постройка была окончена и храм освящен в 1806 году. Престолов в храме было два: главный — в честь Казанской иконы Божьей Матери, в приделе — во имя святого великомученика Никиты. В селе Фоминки имелись де народных школы — земская и церковно-приходская, учащихся в 1897-98 году было соответственно 98 и 43. В 1933 году Казанская церковь была закрыта, в 1974 году церковь взорвали, материал частично использовали при строительстве клуба на её месте.
До революции село являлось центром Фоминской волости Гороховецкого уезда Владимирской губернии. 
С 1929 года село являлось центром Фоминского сельсовета и Фоминского района Горьковского края. С 1944 года — в составе Владимирской области, с 1959 года — в составе Гороховецкого района, с 2005 года — центр Фоминского сельского поселения. В годы Советской власти — центральная усадьба совхоза «Фоминский».

## Население
| 1859  | 1897  | 1905  | 1926  | 1939  | 2002  | 2010  |
| ----- | ----- | ----- | ----- | ----- | ----- | ----- |
| 688   | ↗1196 | ↘1156 | ↗1224 | ↗1408 | ↗1534 | ↘1305 |
| 2021  |       |       |       |       |       |       |
| ↘1092 |       |       |       |       |       |       |

## Достопримечательности
В 2011 стараниями настоятеля Свято-Троице-Никольского монастыря игумена Илии Иванова в Фоминках был построен новый деревянный храм Казанской иконы Божией Матери, который был освящён архиепископом Владимирским и Суздальским Евлогием 29 октября 2011 года. 